# Владимиров, Леонид Владимирович
Леони́д Влади́мирович Владими́ров (настоящая фамилия Финкельште́йн; другие псевдонимы Л. Донатов, Зайцев; 22 мая 1924, деревня Дахнивка, Черкасская область — 22 декабря 2015, Лондон, Великобритания) — советский, впоследствии антисоветский журналист, писатель, переводчик, невозвращенец, диссидент.

## Биография
Родился в деревне Дахнивка Черкасской области (теперь — микрорайон в г. Черкассы) в семье преподавателя математики. В 1925 году семья переезжает в Ленинград. В 1935 году родители Финкельштейна развелись, и он переселяется с матерью в Москву. В 1941 году поступает в Московский авиационный институт. В августе 1947 года арестован по доносу и приговорён к семи годам лагерей по статье 58, пункт 10. Освобождён досрочно и полностью реабилитирован в 1953 году после смерти Сталина. После освобождения из лагеря доучивался в Московском автомеханическом институте.
В 1955 году после окончания МАМИ устраивается на работу на Московский завод малолитражных автомобилей мастером цеха моторов. Печатается, а затем переходит на работу в заводскую газету «За советскую малолитражку». Получает приглашение в отдел промышленности «Московской правды», после работает в журнале «Семья и школа». С 1960 по 1966 г. заведовал отделом в журнале «Знание — сила».

## Бегство из СССР и жизнь на Западе
29 июня 1966 года во время поездки в Англию обратился к английскому правительству за политическим убежищем. Публиковался в «Sunday Telegraph», с 1966 по 1979 год работал на радио «Свобода». 
С 1979 по 2006 год работал на Русской службе BBC. C 1987 года был соведущим радиопередачи Севы Новгородцева «Севаоборот» до ее закрытия в 2006 году.
В 1972 году перевёл на русский язык книгу Р. Конквеста «Большой террор». Перевод был издан в Италии под фиктивными выходными данными (Firenze: Editione Aurora, 1974), впоследствии перепечатан в журнале «Нева» (1989. № 9—12; 1990. № 7—8).

## Публикации
- Дороги к незримому кладу. — М.: Молодая гвардия, 1962.
- Отец машин. — М.: Знание, 1963 (в соавторстве с А. Б. Клячко).
- Золотой запас. — М.: Молодая гвардия, 1962; 2-е изд. — 1963.
- Путь к нулю. — М.: Молодая гвардия, 1963.
- Прикосновение мага. — М.: Знание, 1965.
- Россия без прикрас и умолчаний. — Франкфурт-на-Майне: Посев, 1969.
- Советский космический блеф. — Франкфурт-на-Майне: Посев, 1973.
- Двадцать девятое июня // Нева. 1994. № 10. С. 155—173.
- Жизнь номер два // Время и мы. 1999. № 144 С. 214—282; № 145. С. 233—268.